# Cyclanorbis elegans
Espèce
Synonymes
- Baikiea elegans Gray, 1869
- Cyclanorbis oligotylus Siebenrock, 1902

Statut de conservation UICN

 CR  : 
En danger critique
Cyclanorbis elegans est une espèce de tortues de la famille des Trionychidae.

## Répartition
Cette espèce se rencontre au Bénin, au Cameroun, en République centrafricaine, au Tchad, au Ghana, au Nigeria, au Soudan et au Togo. Sa présence est incertaine en Éthiopie.

## Publication originale
- Gray, 1869 : Notes on the families and genera of tortoises (Testudinata), and on the characters afforded by the study of their skulls. Proceedings of the Zoological Society of London, vol. 1869, p. 165–225 (texte intégral).